# Barbery (Calvados)
Barbery és un municipi francès situat al departament de Calvados i a la regió de Normandia. L'any 2007 tenia 657 habitants.

## Demografia

### Població
El 2007 la població de fet de Barbery era de 657 persones. Hi havia 241 famílies de les quals 43 eren unipersonals (30 homes vivint sols i 13 dones vivint soles), 73 parelles sense fills, 116 parelles amb fills i 9 famílies monoparentals amb fills.
La població ha evolucionat segons el següent gràfic:
Habitants censats

### Habitatges
El 2007 hi havia 260 habitatges, 242 eren l'habitatge principal de la família, 8 eren segones residències i 11 estaven desocupats. 249 eren cases i 11 eren apartaments. Dels 242 habitatges principals, 216 estaven ocupats pels seus propietaris, 23 estaven llogats i ocupats pels llogaters i 3 estaven cedits a títol gratuït; 2 tenien una cambra, 9 en tenien dues, 38 en tenien tres, 57 en tenien quatre i 137 en tenien cinc o més. 196 habitatges disposaven pel capbaix d'una plaça de pàrquing. A 84 habitatges hi havia un automòbil i a 144 n'hi havia dos o més.

### Piràmide de població
La piràmide de població per edats i sexe el 2009 era:
| Homes | Edats   | Dones |
| ----- | ------- | ----- |
| 0     | 95 o +  | 0     |
| 0     | 90 a 94 | 0     |
| 0     | 85 a 89 | 0     |
| 8     | 80 a 84 | 0     |
| 0     | 75 a 79 | 0     |
| 24    | 70 a 74 | 12    |
| 0     | 65 a 69 | 16    |
| 8     | 60 a 64 | 8     |
| 20    | 55 a 59 | 8     |
| 28    | 50 a 54 | 36    |
| 8     | 45 a 49 | 16    |
| 16    | 40 a 44 | 24    |
| 32    | 35 a 39 | 28    |
| 12    | 30 a 34 | 20    |
| 24    | 25 a 29 | 24    |
| 20    | 20 a 24 | 12    |
| 16    | 15 a 19 | 24    |
| 20    | 10 a 14 | 28    |
| 32    | 5 a 9   | 16    |
| 8     | 0 a 4   | 12    |

## Economia
El 2007 la població en edat de treballar era de 425 persones, 319 eren actives i 106 eren inactives. De les 319 persones actives 304 estaven ocupades (160 homes i 144 dones) i 16 estaven aturades (6 homes i 10 dones). De les 106 persones inactives 39 estaven jubilades, 32 estaven estudiant i 35 estaven classificades com a «altres inactius».

### Ingressos
El 2009 a Barbery hi havia 241 unitats fiscals que integraven 708 persones, la mediana anual d'ingressos fiscals per persona era de 18.344,5 €.

### Activitats econòmiques
Dels 10 establiments que hi havia el 2007, 1 era d'una empresa alimentària, 1 d'una empresa de fabricació d'altres productes industrials, 5 d'empreses de construcció, 1 d'una empresa d'hostatgeria i restauració, 1 d'una empresa d'informació i comunicació i 1 d'una empresa classificada com a «altres activitats de serveis».
Dels 6 establiments de servei als particulars que hi havia el 2009, 1 era un taller de reparació d'automòbils i de material agrícola, 1 paleta, 1 guixaire pintor, 1 fusteria, 1 lampisteria i 1 perruqueria.
L'any 2000 a Barbery hi havia 9 explotacions agrícoles.

## Equipaments sanitaris i escolars
El 2009 hi havia una escola elemental.

## Poblacions més properes
El següent diagrama mostra les poblacions més properes.